# Ecnomios caophongi
Ecnomios caophongi är en stekelart som beskrevs av Sergey A. Belokobylskij 1993. Ecnomios caophongi ingår i släktet Ecnomios och familjen bracksteklar. Inga underarter finns listade i Catalogue of Life.